# Introspection
Introspection is een studioalbum van Thijs van Leer. Thijs werd ooit ontdekt door Willem Duys. Duys was een liefhebber van de muziek van Rogier van Otterloo. Voorts was Duys liefhebber van muziek van Rita Reys, de vrouw van Pim Jacobs. Het kon dus niet uitblijven dat Van Leer een plaat zou opnemen met van Otterloo, en dat die plaat geproduceerd zou worden door Ruud Jacobs, de broer van Pim Jacobs. Willem Duys schreef het voorwoord bij het album, hij zou tracks van dit album (en ook de volgende delen) ongegeneerd vaak draaien in zijn programma Muziekmozaïek. Het album staat vol met arrangementen van klassieke muziek verpakt in een modern jasje, dan wel popmuziek geschreven voor Focus verpakt in een klassiek jasje. De Pavane van Gabriël Fauré kwam er op aandringen van John Vis van CBS; Van Otterloo vond de muziek op het album allemaal wat te traag en kwam met zijn Rondo. Opnamen vonden plaats in de geluidsstudio in Nederhorst den Berg, een omgebouwde school, die een mooie akoestiek meekreeg. De studio is gesitueerd langs een snelweg en geluiden daarvan komen nog op de originele tapes terecht.

## Musici
- Thijs van Leer – dwarsfluit
- Letty de Jong – zangstem
- Rogier van Otterloo – arrangeur, dirigent

## Muziek
| Nr. | Titel                                                          | Duur |
| --- | -------------------------------------------------------------- | ---- |
| 1.  | Pavane opus 50 (Gabriel Fauré)                                 | 5:47 |
| 2.  | Rondo (van Otterloo)                                           | 3:03 |
| 3.  | Agnus Dei (uit mis in b-mineur BWV 232 (Johann Sebastian Bach) | 4:57 |
| 4.  | Focus I (Van leer)                                             | 4:05 |
| 5.  | Erbarme dich (Matteüspassie) BWV244 (Bach)                     | 7:23 |
| 6.  | Focus II (Van Leer)                                            | 4:16 |
| 7.  | Introspection (van Otterloo)                                   | 5:30 |

## Hitlijsten
Het album stond 132 weken in de Nederlandse Album Top 100. Het kende een onopvallende start in 1972, maar kwam in 1973 terug met vier weken een nummer-1 notering. Dat laatste kwam waarschijnlijk door het succes van Focus 3.

## Hitnotering

### NederlandseAlbum Top 100
| Hitnotering: (Week 1 t/m 15) 03-06-1972 t/m 09-09-1972 Hitnotering: (Week 16 t/m 132) 23-12-1972 t/m 05-04-1975 | Hitnotering: (Week 1 t/m 15) 03-06-1972 t/m 09-09-1972 Hitnotering: (Week 16 t/m 132) 23-12-1972 t/m 05-04-1975 | Hitnotering: (Week 1 t/m 15) 03-06-1972 t/m 09-09-1972 Hitnotering: (Week 16 t/m 132) 23-12-1972 t/m 05-04-1975 | Hitnotering: (Week 1 t/m 15) 03-06-1972 t/m 09-09-1972 Hitnotering: (Week 16 t/m 132) 23-12-1972 t/m 05-04-1975 | Hitnotering: (Week 1 t/m 15) 03-06-1972 t/m 09-09-1972 Hitnotering: (Week 16 t/m 132) 23-12-1972 t/m 05-04-1975 | Hitnotering: (Week 1 t/m 15) 03-06-1972 t/m 09-09-1972 Hitnotering: (Week 16 t/m 132) 23-12-1972 t/m 05-04-1975 | Hitnotering: (Week 1 t/m 15) 03-06-1972 t/m 09-09-1972 Hitnotering: (Week 16 t/m 132) 23-12-1972 t/m 05-04-1975 | Hitnotering: (Week 1 t/m 15) 03-06-1972 t/m 09-09-1972 Hitnotering: (Week 16 t/m 132) 23-12-1972 t/m 05-04-1975 | Hitnotering: (Week 1 t/m 15) 03-06-1972 t/m 09-09-1972 Hitnotering: (Week 16 t/m 132) 23-12-1972 t/m 05-04-1975 | Hitnotering: (Week 1 t/m 15) 03-06-1972 t/m 09-09-1972 Hitnotering: (Week 16 t/m 132) 23-12-1972 t/m 05-04-1975 | Hitnotering: (Week 1 t/m 15) 03-06-1972 t/m 09-09-1972 Hitnotering: (Week 16 t/m 132) 23-12-1972 t/m 05-04-1975 | Hitnotering: (Week 1 t/m 15) 03-06-1972 t/m 09-09-1972 Hitnotering: (Week 16 t/m 132) 23-12-1972 t/m 05-04-1975 | Hitnotering: (Week 1 t/m 15) 03-06-1972 t/m 09-09-1972 Hitnotering: (Week 16 t/m 132) 23-12-1972 t/m 05-04-1975 | Hitnotering: (Week 1 t/m 15) 03-06-1972 t/m 09-09-1972 Hitnotering: (Week 16 t/m 132) 23-12-1972 t/m 05-04-1975 | Hitnotering: (Week 1 t/m 15) 03-06-1972 t/m 09-09-1972 Hitnotering: (Week 16 t/m 132) 23-12-1972 t/m 05-04-1975 | Hitnotering: (Week 1 t/m 15) 03-06-1972 t/m 09-09-1972 Hitnotering: (Week 16 t/m 132) 23-12-1972 t/m 05-04-1975 | Hitnotering: (Week 1 t/m 15) 03-06-1972 t/m 09-09-1972 Hitnotering: (Week 16 t/m 132) 23-12-1972 t/m 05-04-1975 | Hitnotering: (Week 1 t/m 15) 03-06-1972 t/m 09-09-1972 Hitnotering: (Week 16 t/m 132) 23-12-1972 t/m 05-04-1975 | Hitnotering: (Week 1 t/m 15) 03-06-1972 t/m 09-09-1972 Hitnotering: (Week 16 t/m 132) 23-12-1972 t/m 05-04-1975 | Hitnotering: (Week 1 t/m 15) 03-06-1972 t/m 09-09-1972 Hitnotering: (Week 16 t/m 132) 23-12-1972 t/m 05-04-1975 | Hitnotering: (Week 1 t/m 15) 03-06-1972 t/m 09-09-1972 Hitnotering: (Week 16 t/m 132) 23-12-1972 t/m 05-04-1975 | Hitnotering: (Week 1 t/m 15) 03-06-1972 t/m 09-09-1972 Hitnotering: (Week 16 t/m 132) 23-12-1972 t/m 05-04-1975 | Hitnotering: (Week 1 t/m 15) 03-06-1972 t/m 09-09-1972 Hitnotering: (Week 16 t/m 132) 23-12-1972 t/m 05-04-1975 | Hitnotering: (Week 1 t/m 15) 03-06-1972 t/m 09-09-1972 Hitnotering: (Week 16 t/m 132) 23-12-1972 t/m 05-04-1975 |
| Week: | 1 | 2 | 3 | 4 | 5 | 6 | 7 | 8 | 9 | 10 | 11 | 12 | 13 | 14 | 15 | | 16 | 17 | 18 | 19 | 20 | 21 | 22 |
| --- | --- | --- | --- | --- | --- | --- | --- | --- | --- | --- | --- | --- | --- | --- | --- | --- | --- | --- | --- | --- | --- | --- | --- |
| Positie: | 20 | 13 | 9 | 6 | 7 | 8 | 7 | 7 | 7 | 10 | 10 | 13 | 18 | 14 | 20 | uit | 16 | 18 | 15 | 6 | 4 | 4 | 3 |
| Week: | 23 | 24 | 25 | 26 | 27 | 28 | 29 | 30 | 31 | 32 | 33 | 34 | 35 | 36 | 37 | 38 | 39 | 40 | 41 | 42 | 43 | 44 | 45 |
| Positie: | 2 | 2 | 2 | 1 | 1 | 1 | 1 | 2 | 3 | 3 | 3 | 3 | 2 | 2 | 3 | 5 | 6 | 6 | 6 | 6 | 9 | 11 | 12 |
| Week: | 46 | 47 | 48 | 49 | 50 | 51 | 52 | 53 | 54 | 55 | 56 | 57 | 58 | 59 | 60 | 61 | 62 | 63 | 64 | 65 | 66 | 67 | 68 |
| Positie: | 12 | 15 | 14 | 12 | 10 | 9 | 13 | 12 | 12 | 11 | 11 | 10 | 10 | 13 | 11 | 14 | 18 | 16 | 16 | 18 | 16 | 15 | 15 |
| Week: | 69 | 70 | 71 | 72 | 73 | 74 | 75 | 76 | 77 | 78 | 79 | 80 | 81 | 82 | 83 | 84 | 85 | 86 | 87 | 88 | 89 | 90 | 91 |
| Positie: | 16 | 17 | 13 | 14 | 14 | 11 | 13 | 13 | 14 | 10 | 9 | 11 | 11 | 12 | 12 | 10 | 10 | 9 | 12 | 11 | 12 | 10 | 10 |
| Week: | 91 | 92 | 93 | 94 | 95 | 96 | 97 | 98 | 99 | 100 | 101 | 102 | 103 | 104 | 105 | 106 | 107 | 108 | 109 | 110 | 111 | 112 | 113 |
| Positie: | 12 | 15 | 13 | 12 | 13 | 15 | 19 | 16 | 18 | 19 | 18 | 19 | 27 | 24 | 25 | 29 | 27 | 35 | 39 | 41 | 39 | 37 | 34 |
| Week: | 114 | 115 | 116 | 117 | 118 | 119 | 120 | 121 | 123 | 124 | 125 | 126 | 127 | 128 | 129 | 130 | 131 | 132 | | | | | |
| Positie: | 38 | 50 | 41 | 39 | 34 | 37 | 33 | 33 | 28 | 29 | 27 | 21 | 23 | 29 | 33 | 34 | 45 | 49 | uit | | | | |